# Aldeia dos Pequeninos
Aldeia dos Pequeninos (楽しいウイロータウン, Tanoshii Willow Town) é uma série de anime dirigida por Tameo Kohanawa, realizada por Takao Koyama e produzida pelo estúdio Enoki Films. O anime foi baseado no livro O Vento nos Salgueiros. No Japão foi transmitida entre 7 de outubro de 1993 até 31 de março de 1994. 
Em Portugal a série estreou na SIC entre 1991.

## Enredo
A série conta as aventuras de três grandes amigos da Aldeia dos Pequeninos, os simpático rato Ratty, o rico sapo Gaul e a divertida toupeira Molly.

## Equipe
- Direção: Tameo Kohanawa
- Realização:: Takao Koyama
- Música: Osamu Tezuka
- Design dos personagens: Toshiyasu Okada
- Direção de arte: Mitsuharu Miyamae ,Takeshi Waki
- Direção de som: Sadayoshi Fujino
- Direção de fotografia: Shigeo Kamiyama
- Produção: Noriko Kobayashi (TV Tokyo)
- Arte da ambientação: Mitsuki Nakamura
- Planejamento: Yoshi Enoki

## Músicas
Tema de abertura:
- Yume ni Konnichiwa Willow Town Monogatari que foi interpretada por Masami Okui.

Tema de encerramento:
- Liverpool e Oide que foi interpretada por Masami Okui.

## Elenco

### Seiyūs
- Urara Takano - Ratty
- Banjou Ginga - Narrador
- Issei Futamata - Fork
- Junko Shimakata - Konezumi (Episódio 20)/Mooshii(Episódios 4, 13)/Irmão de Ratti (Episódio 8)
- Katsumi Suzuki - Nain
- Kenichi Ogata - Bajji
- Kôzô Shioya - Otta
- Mariko Kouda - Annie
- Motomu Kiyokawa - Gekou
- Naoki Tatsuta a- Taddo

### Dobragem Portuguesa
- Isabel Wolmar - Ratty
- António Semedo - Gaul
- Laurinda Ferreira - Molly
- António Pires - Otter[1]